# Euphorbia macinensis
Euphorbia macinensis là một loài thực vật có hoa trong họ Đại kích. Loài này được Prodán mô tả khoa học đầu tiên năm 1953.